# Casa Francesca Vilardell
La casa Francesca Vilardell és un edifici situat als carrers de la Riereta i Sant Pacià del Raval de Barcelona.

## Història
El 1850, Francesca Vilardell i Monràs, natural de Maó i esposa de Joan Muntadas i Campeny, va adquirir la casa-fàbrica de Ferriol Vilella en subhasta pública als seus hereus, i tot seguit, va demanar permís per a enderrocar-la i reconstruir-la de nova planta, segons el projecte de l'arquitecte Josep Buxareu. Després d'enviudar, el 1859 es va casar en segones noces amb l'advocat Fèlix Maria Milans, natural de Caldes d'Estrac, i a la seva mort, les seves propietats foren heretades pel seu fill Joan Frederic Muntadas i Vilardell, administrador de finques amb despatx al carrer del Pi, 10.
De bon començament s'hi va instal·lar la fàbrica de goma elàstica de Rubió i Manresa: «Riereta, 16. Fábrica de varios objetos de goma elastica volcanizada y gutapercha. Bandas de billar. Tubos para cañerías de gas, agua ó para cualquiera otro líquido. Plancha para toda clase de usos y otros artículos de goma. Fábrica de gutapercha. Plancha delgada para sombreros. Cubetas para litógrafos, etc. Sres. Rubió y Maresma.»
A la dècades del 1920 i 1930, un dels locals dels baixos era ocupat pel taller de crin vegetal i arpillera de Ramon Giné, posteriorment Manufactura Española L. Pauli de crin animal i vegetal, amb fàbrica a Badalona.

## Descripció
Es tracta d'un edifici de planta baixa, entresol i quatre pisos en cantonada. La composició de les façanes presenta tres cossos horizontals; l'inferior (planta baixa i entresol) és una porxada d'arcs de mig punt, mentre que l'intermedi (primer, segon i tercer pis) està decorat amb plafons en relleu amb medallons de terracota.